# Kisel
Kisel är ett halvmetalliskt grundämne med atomnumret 14 och det kemiska tecknet Si (latin: silicium). Kisel kan i likhet med kol bilda fyra kovalenta bindningar, men är inte lika reaktivt som kol. Rent kisel är kristallint och har en grå metallisk färg. Kisel liknar glas och är liksom detta  starkt men mycket skört. Kisel är tämligen inert, men reagerar med halogener och baser, dock inte med syror. Kisel har många isotoper, dess masstal kan variera mellan 22 och 44. Den vanligaste isotopen är 28Si (förekomst 92 %).
Kisel förekommer aldrig i fri form i naturen utan som föreningar med kisel, syre och en metall i granit, gnejs, gabbro med flera bergarter eller i jordarter såsom  sand och lera. Kisel förekommer även som  kiseloxid i form av mineralet kvarts i flera bergarter och jordarter. Kisel har många industriella tillämpningar. Kisel är huvudkomponenten i glas, cement, keramik och de flesta halvledare. Grundämnet är ett av människans och biologins viktigaste ämnen, men djur behöver endast små mängder. Växternas metabolism påverkas i hög grad av kisel.
På grund av likheterna med kol har det ibland föreslagits att liv baserat på kisel skulle vara möjligt (detta kallas alternativ biokemi). Inget kiselbaserat liv har dock uppstått på jorden, och polymerer av kisel är inte lika stabila som sina organiska motsvarigheter eftersom kiselatomen är mycket större än kolatomen. Kisel kan därför inte bilda lika många föreningar som kol. Kisel har även svårt att bilda dubbelbindningar.

## Historia

Elektronstruktur hos kisel.

Humphry Davy misstänkte att kvarts var en oxid av ett okänt grundämne och började därför undersöka kvartsen. Han började med att lösa kvartsen i lut och gjorde elektrolys med Voltas stapel men det bildades inget ämne med metallisk glans. Gay-Lussac och Thénard framställde kiseltetrafluorid (SiF4) genom att leda gasformig vätefluorid över kvartspulver. Sedan ledde de kiseltetrafluoriden över varm kaliummetall och de såg en kraftig reaktion. Efter sköljning såg man ett rödbrunt, fast ämne som kanske var orent kisel.
Den svenske kemisten Torbern Bergman betecknade på 1770-talet kiseldioxiden som en jordart. d. v. s. en svårreducerad oxid. Den fick namnet kiseljord av ordet kiselsten. Den som räknas som upptäckaren av kisel är dock Jöns Jacob Berzelius, som 1823 renframställde kisel och det var också han som införde det svenska namnet kisel. Han upphettade en blandning av kvarts, järn och kol, och då bildades järnsilicid. Han hällde saltsyra på restprodukten och såg att det bildades mer vätgas än av samma mängd järn som han hade från början. Detta betydde att han måste ha framställt kvartsens "metall". Berzelius framställde nu kiseltetrafluorid och lät den reagera med pottaska och fick då en dubbelfluorid (kaliumhexafluorsilikat K2SiF6) som han sedan reducerade med metalliskt kalium och sedan behandlade med vatten.

## Användning
Dopad kisel är en halvledare och utgör den huvudsakliga beståndsdelen i de flesta aktiva elektroniska komponenter, såsom dioder, transistorer och integrerade kretsar.

### Kisel inom legeringar
- Ett av de största användningsområdena för kisel i legeringar är med aluminium för att producera lättmetallegeringar som samtidigt har hög hållfasthet. Dessa legeringar används ofta i bilar och andra fordon. Över hälften av världskonsumtionen av kisel går till detta ändamål.
- Hos halvledare används kisel som har  dopats med andra ämnen och det används i bland annat solceller och transistorer.
- Ett annat legeringsämne som kisel legeras med är järn, denna legering används för sin höga hållfasthet.
- Legering med koppar och zink används i blyfria kopplingar inom VVS.

### Kisel som föreningar
- Det näst största användningsområdet för kisel är i silikon, polymerer av kisel och syre med organiska sidogrupper. Silikon kan användas för att täta fogar och kan också tillämpas inom medicin, bland annat som kontaktlinser och bröstimplantat.
- Kiseldioxid har väldigt stor användning eftersom det är en av huvudkomponenterna i betong, cement, keramer och glas.
- Kiselkarbid används vid slipning.

## Förekomst
Kisel är det näst vanligaste grundämnet i jordskorpan efter syre och om man mäter med vikt tar kisel upp 25,7 % av grundämnena i jordskorpan. Kisel finns oftast i form av kiseldioxid eller i silikatmineral.
Ett av de bästa fyndmineralen för kiseldioxid är vanlig sand.

## Framställning
Kisel framställs industriellt genom reduktion av kiseldioxid med kol vid 1900 K (1627 °C) i ljusbågsugnar.
SiO2 + C → Si + CO2
Flytande kisel samlas då i botten av ugnen och kan tappas av med en renhet av cirka 98 %. Ultrarent kisel kan sedan framställas genom klorering till kiselklorid (SiCl4) som sedan reduceras med zink. Sedan gjuts kiselmetallen till stavar som förs genom spolar med högfrekvent växelström; när stavarna förs genom spolarna puttas föroreningar bakåt och rent monokristallint kisel bildas.
Kiselmetall kan också framställas genom reduktion av kiseldioxid med aluminium eller magnesium. När man använder aluminium måste svavel tillsättas till reaktionen för att ge värme åt reaktionen men då bildas giftigt svavelväte vid sköljningen. Men när man använder magnesium bildas brandfarlig silangas vid sköljningen.
SiO2 + 2Mg → Si + 2MgO
3SiO2 + 2Al → 3Si + 2Al2O3